# Џуманџи: Добро дошли у џунглу
Џуманџи: Добро дошли у џунглу (енгл. Jumanji: Welcome to the Jungle) је амерички акционо авантуристички филм са елементима комедије из 2017. године, редитеља Џејка Касдана. Сценарио потписују Крис Макена, Ерик Сомерс, Скот Розенберг и Џеф Пинкнер на основу дечије фантастичне сликовнице Џуманџи из 1981. године, аутора Криса ван Алсбурга док су продуценти филма Мат Толмах и Вилијам Тајтлер. Трећи је филм из франшизе Џуманџи, након филма Затура: Свемирска авантура (2005) и директан је наставак филма Џуманџи из 1995. године. Музику је компоновао Хенри Џекман.
Глумачку екипу чине Двејн Џонсон, Кевин Харт, Џек Блек, Карен Гилан, Ник Џонас и Боби Канавале. Прича се фокусира на групу тинејџера који су наишли на Џуманџи − који је сада трансформисан у видео игру − двадесет и једну годину након догађаја из оригиналног филма. У игри се налазе заробљени као тим аватара, који покушавају да заврше потрагу заједно са другим играчем који је заробљен у игри од 1996. године.
Снимање је почело у Хонолулуу у септембру 2016, а завршено је у Атланти у децембру исте године, а сам филм садржи приметне референце на оригинални филм, као почаст Робину Вилијамсу који је тумачио главну улогу у том филму. Филм је премијерно приказан у 5. децембра 2017. у Паризу, док је у америчким биоскопима реализован 20. децембра исте године, у РеалД 3Д, ИМАКС 3Д, ИМАКС и 4Д форматима. Добио је углавном позитивне критике од стране критичара, који су га назвали „пријатним изненађењем” и похвалили су глуму у филму. Зарадио је преко 962 милиона долара широм света, што га чини петим најуспешнијим филмом из 2017. године.
Наставак, Џуманџи: Следећи ниво, премијерно је приказан 2019. године.

## Радња
Када четворо средњошколаца открије стару видео игру за коју до тада нису чули (Џуманџи), која ће их увући у забаван свет џунгле и због које ће постати аватари према сопственом избору. Спенсер ће постати штреберски истраживач (Двејн Џонсон), спортиста Фриџ ће постати прави Ајнштајн (Кевин Харт), популарна девојка Бетани ће постати средовечни професор (Џек Блек), а крхка Марта ће се претворити у неустрашивог ратника (Карен Гилан). Међутим, забава ће се ускоро претворити у нешто друго, када открију да се Џуманџи не игра – већ преживљава. Како би победили игру и вратили се у стварни свет, морају да прођу најопаснију авантуру живота, открију шта је Алан Парис оставио иза себе пре 20 година и промене начин на који гледају сами себе... или ће остати у игри заувек.

## Улоге
| Глумац        | Улога                                  |
| ------------- | -------------------------------------- |
| Двејн Џонсон  | др Смолдер Брејвстоун / Спенсер Гилпин |
| Кевин Харт    | Френклин Финбар / Фриџ                 |
| Џек Блек      | проф. Шелдон Оберон / Бетани           |
| Карен Гилан   | Руби Раундхаус / Марта                 |
| Ник Џонас     | Сиплејн Мекдонух / Алекс Врик          |
| Боби Канавале | Ван Пелт                               |